# زمین‌لرزه ۲۰۱۸ ایبوری

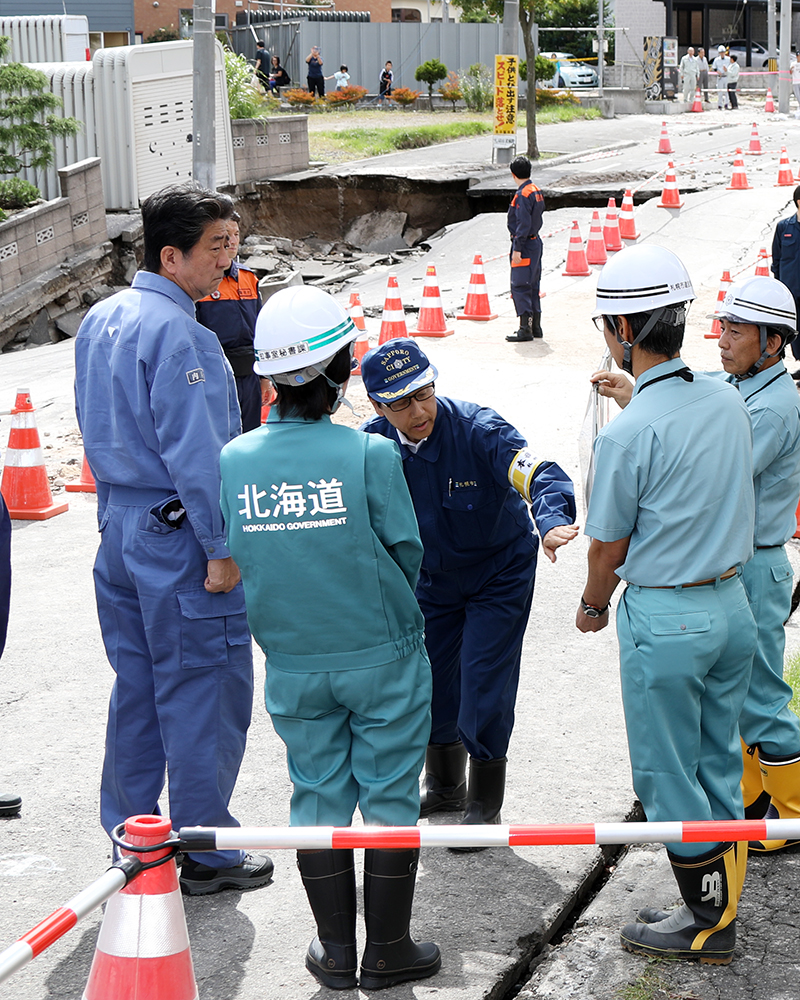
در پشت مهندسین فرونشست زمین که بر اثر زمین لرزه ایجاد شده است رو مشاهده می کنید

زمین‌لرزه ۲۰۱۸ ایبوری (انگلیسی: 2018 Iburi earthquake) در ۶ سپتامبر حدود ساعت ۳:۰۷ صبح به وقت محلی به بزرگای ۶٫۶  در استان هوکایدو در ژاپن رخ داد. کانون زمین‌لرزه در نزدیکی توماکومای، هوکایدو در عمق ۳۳٫۴ کیلومتری بود. آژانس زلزله‌نگاری ژاپن بزرگای زمین‌لرزه را ۶٫۷ تا ۷ به مقیاس شیندو ثبت کرده‌است. لرزه‌های شدید زمین‌لرزه در هوکایدو و آئوموری احساس شد. زمین‌لرزه جریان برق در سراسر هوکایدو را مختل کرد و برق ۵٫۳ میلیون نفر را قطع کرد. در این زمین‌لرزه ۹ نفر کشته، ۱۲۰ نفر زخمی و ۴۰ نفر مفقود شدند.

## خسارات
نیروگاه سوخت فسیلی در منطقه آتسوما، هوکایدو به شدت آسیب دید که باعث قطع برق ۲٫۹۵ میلیون اماکن و لغو پروازها در فرودگاه نیو چیتوز تا روز بعد گردید. قطع برق همچنین باعث متوقف شدن سیستم حمل و نقل عمومی شامل راه‌آهن، مترو و اتوبوس‌ها در هوکایدو شد.
بیمارستانها به خاطر نبودن برق مجبور شدند از برق اضطراری استفاده کنند، در حالیکه بعضی از بیمارستانها مجبور شدند بعضی از مجروحان اوژانس را برگردانند.

## تلفات
در این زمین‌لرزه دست‌کم ۹ نفر کشته، ۱۲۰ نفر مجروح و ۴۰ نفر مفقود شده‌اند. این منطقه روز قبل از زمین‌لرزه مورد اصابت طوفان جبی که قوی‌ترین توفان ژاپن در ربع قرن اخیر بوده‌است قرار گرفت. در اثر این توفان رانش‌هایی در زمین ایجاد شده‌بود که زمین‌لرزه باعث به حرکت درآمدن همان آثار باقی‌مانده‌های توفان بر روی زمین شد که در نتیجه چند نفر کشته شدند.